# Passau
Passau és una ciutat alemanya. Està situada al sud-est de l'estat federat de Baviera, a la desembocadura dels rius Inn i Ilz al Danubi, i és la seu del bisbe de la diòcesi Passau.